# Trương Đình Anh
Trương Đình Anh (sinh năm 1970) là một doanh nhân tại Việt Nam. Anh nguyên là Tổng Giám đốc của Tập đoàn FPT (từ 2011-2012), cựu chủ tịch hội đồng quản trị FPT Telecom. Anh là cháu của ông Trương Gia Bình, chủ tịch Hội đồng quản trị của FPT.

## Tiểu sử
Trương Đình Anh sinh năm 1970, nguyên quán tại Đà Nẵng. Anh tốt nghiệp cử nhân Kinh tế - Đại học Kinh tế Quốc dân.
Từ năm 1991 đến năm 1993: Chuyên gia máy tính, Ngân hàng Công thương Việt Nam
Từ năm 1993 đến năm 1996: Chuyên gia Máy tính, Công ty FPT
Từ năm 1997 đến năm 2003: Giám đốc Trung tâm Internet FPT. Năm 1997, Trương Đình Anh trở thành người nổi tiếng nhất FPT và cũng là người nổi tiếng nhất trong số 10 gương mặt trẻ Việt Nam tiêu biểu năm đó (Trương Đình Anh là một gương mặt) với tuyên bố: "Ước mơ của tôi là trở thành tỷ phú năm 35 tuổi và trở thành Thủ tướng năm 40 tuổi". Anh và Nguyễn Thành Nam là những người thành lập TTVNOL.
Từ năm 2003 đến năm 2005: Tổng Giám đốc Công ty Truyền thông FPT
Từ năm 2005 đến 2011: Phó Chủ tịch HĐQT Công ty Cổ phần Viễn thông FPT, Tổng Giám đốc Công ty Cổ phần Viễn thông FPT.
Từ 2011 đến 9/2012: Tổng Giám đốc FPT.

## Gia đình
Anh lấy vợ năm 1998. Vợ anh cũng là một thành viên của TTVNOL, biết anh qua mạng này. Vợ anh trước khi lấy chồng là thư ký Giám đốc của Mitsubishi Construction tại Việt Nam. Sau khi lấy chồng, bỏ công việc và ở nhà nuôi con. Hiện tại anh có bốn con trai. Tuy là ở nhà nhưng vợ anh cũng kiếm được nhiều tiền từ kinh doanh và môi giới bất động sản Phú Mỹ Hưng.

## Định cư ở Mỹ
Giữa tháng 7 năm 2016, Trương Đình Anh tiết lộ việc đưa cả gia đình sang Mỹ định cư. Thông tin này làm ngạc nhiên nhiều người Việt trong nước vì trước đó Trương Đình Anh tuyên bố ước mơ trở thành thủ tướng cũng như dự định dùng 90% tài sản của mình cho các hoạt động xã hôi.